# (49777) Cappi
(49777) Cappi est un astéroïde de la ceinture principale.

## Description
(49777) Cappi est un astéroïde de la ceinture principale. Il fut découvert le 2 décembre 1999 à Prescott (Arizona) par Paul G. Comba. Il présente une orbite caractérisée par un demi-grand axe de 2,36 UA, une excentricité de 0,07 et une inclinaison de 4,5° par rapport à l'écliptique.

## Compléments